# Франц Штадіон
Франц Зераф (Серафим) Штадіон, граф фон Вартгаузен і Таннгаузен (нім. Franz Seraph Stadion, Graf von Warthausen und Thannhausen; 27 липня 1806, Відень — 8 червня 1853, Відень) — австрійський державний діяч ліберального спрямування. Губернатор Королівства Галичини та Володимирії, міністр внутрішніх справ Австрійської імперії в уряді графа Шварценберга.

## Життєпис
Походив зі старовинної швабської родини фон Штадіонів, які в 1696 придбали маєток Вартгаузен, у 1705 — маєток Таннгаузен, і 1705 року отримали титул імперських графів. Батько — австрійський дипломат граф Йоганн-Філіп-Карл-Йозеф фон Штадіон-Вартгаузен (1763—1824), міністр закордонних справ (1805—1809), міністр фінансів (1815—1824) Австрійської імперії, засновник Австрійського банку. Мати — Марія-Анна, уроджена графиня фон Штадіон (1777—1841).
Франц, відмовившись вступати до військової Терезіанської академії, здобував освіту вдома. Його учителем був віденський професор богослов'я священник Вінценз Вайнтридт (1778—1849), з яким підтримував тривалі стосунки. Після смерті батька у 1824 студіював право у Віденському університеті; одним із учителів був послідовник Канта професор філософії Леопольд Рембольд (1787—1844). 
З 1827 року на державній службі в Нижній Австрії. У 1828 переведений до Львова в губернський уряд Королівства Галичини та Володимирії, звідти скерований у 1829 до управління Станіславського циркула, а 15 травня 1830 р. — до Ряшівського циркула. На той час у Галичині почалася епідемія холери. Коли перші жертви з'явилися в Ряшеві, до трупів ніхто не наважувався підійти, боячись заразитися, навіть працівник похоронної служби відмовлявся виконувати свій обов’язок. 24-річний Ш. завдав померлого від холери собі на спину і поніс на кладовище, подаючи приклад. 
Після 4-ох років служби в Галичині переведений 13 березня 1832 р. до Інсбрука позаштатним безоплатним губерніальним секретарем зі  записом у кваліфікаційній справі: «Не надається для службового просування». Причиною були нешаблонні підходи до службової рутини. Тим не менше, за короткий час став цісарсько-королівським судовим секретарем Генеральної судової палати у Відні, а вже 12 травня 1834 р. — дійсним судовим радником. У Гофраті і Консультативній залі прослужив 7 років. 
Після того, як його старший брат Йозеф-Філіп-Едуард фон Штадіон (1797–1844) уклав мезальянс у 1836, став главою дому Штадіон-Вартгаузен. 
29 лютого 1841 призначений губернатором Küstenlande, частини Королівства Іллірія з центром у Трієсті. Детально знайомився із життям провінції, започаткував ряд прогресивних змін. Сприяв розвиткові трієстського порту, важливого для Австрійської імперії. У процесі реформи початкової школи запровадив навчання чотирма мовами — німецькою, італійською, сербсько-ілірійською та хорватсько-ілірійською. У 1845 на власну відповідальність запровадив у Küstenlande власноруч розроблений прогресивний Громадський статут (Gemeindeordnung), затверджений у Відні, який передбачав самоврядування міських і сільських громад — вперше в Австрійській імперії. Аби подолати бідність, посприяв відновленню громадських ломбардів (Monte di pietà (Leihhaus)), розпочав реформу карантинних закладів.
У 1846 передав майорат дому Штадіон-Вартгаузенів молодшому братові Рудольфу-Йозефу-Філіпові (1808—1882), губернатору Моравії. Влітку 1846 на цій підставі відмовився від губернаторства в Küstenlande. 
У зв'язку з необхідністю облаштувати спокій у Королівстві Галичини та Володимирії, де нещодавно вирували польське повстання і різанина панів польськими мазурами, отримав 21 квітня 1847 пропозицію очолити Галичину. Прибув до краю 31 липня 1847 р., але через те, що в той день у Львові відбулася страта польських повстанців Теофіля Вішньовського (1806—1847) і Юзефа Капусцінського (1818—1847), учасників повстання, спершу подався на провінцію. 
13 березня 1848 під впливом паризьких подій почалася революція у Відні. У Львові поляки звинуватили Ш. в тому, що він приховує публікацію цісарських указів про скасування цензури і обіцянку Конституції — їх Ш. опублікував у газеті «Lemberger Zeitung» 22 березня 1848 р. тільки після того, як отримав офіційне підтвердження з Відня. Погодився озброїти Національну гвардію у Львові, але не допустив цього на периферії, щоб не повторилися події 1846 р. Аби випередити польські заворушення, запропонував віденському урядові скасувати  в Галичині панщину. Цісарський патент Фердинанда вийшов 17 квітня 1848; Ш. оголосив його 22 квітня 1848. Панщину в Галичині скасували, починаючи з 15 травня 1848 року (в решті земель Австрійської імперії лише 7 вересня 1848). Наказував арештувати тих, хто бунтував людей обіцянкою скасування панщини. Загалом поки губернатором був Ш., у Галичині не виникла збройного протистояння.  
Підтримував русинів, зокрема у змаганні за запровадження рідної мови в адміністрації й шкільництві, ставився прихильно до Головної Руської Ради. Обороняв від нападок польських шовіністів о. Григорія Шашкевича після призначення останнього радником міністерства освіти у Відні.. Поляки звинувачували Ш. у розпалюванні русько-польської ворожнечі, навіть придумали гасло, яке згодом повторював Роман Дмовський: «Граф Штадіон винайшов русинів».
Отримавши конфіденційне доручення сформувати нове міністерство в кабінеті міністра-президента Франца фон Піллерсдорфа, опустив посаду губернатора Галичини і поспіхом таємно виїхав 4 червня 1848 р. зі Львова до Інсбрука, де тоді перебував Гофрат. Прибув до Інсбрука 11 червня, але відмовився від пропозиції. 
В ході виборів до Установчого Райхстагу, кандидував у сільському окрузі в Раві (Жовківський циркул, Галичина). На першій підготовчій сесії новообраного Райхстагу 10 липня 1848 року русини, називаючи Ш. своїм правозахисником («Recht ihren Retter»), обрали його керівником. 
21 листопада 1848 р. прийняв пропозицію очолити міністерство внутрішніх справ і освіти в кабінеті фюрста Фелікса цу Шварценберга. У Ш. вбачали антагоніста Клеменса фон Меттерніха. Став одним зі співавторів Октройованої Конституції 4 березня 1849 («Oktroyierte Märzverfassung»), дарованої цісарем Францом-Йозефом на противагу проектові Конституції, виробленої Установчим Райхстагом, але так і не затвердженої парламентарями, оскільки 7 березня сам Райхстаг розпустили; цьому Ш. протистояти не міг. Запровадив 17 березня 1849 прогресивний Тимчасовий Gemeindeordnung (Громадський статут), розроблений ним у 1845 в Трієсті — відтепер самоврядування громад поширилося по всій Австрійській імперії. 
У квітні 1849 р. виїхав на відпочинок у Баден-Баден, де в нього розвинувся інсульт. З цієї причини і за неодноразовим проханням звільнений з посади міністра внутрішніх справ 28 липня 1849 р.; наступником став Александр фон Бах. За Ш. залишилася посада міністра без портфеля — аж до смерті. Помер уВідні 8 червня 1853 р., похований 11 червня 1853 р. у родинному гробовці в Klentsch (нині Кленчі-под-Черховем) у Богемії. Льюїс Нем'єр у книзі «1848: The Revolution of the Intellectuals» (1944) назвав його «одним із найосвіченіших та найефективніших австрійських адміністраторів».

## Нагороди
- Великий хрест ордена Леопольда[9].